# Elektrownia Kelvin
Elektrownia Kelvin – węglowa elektrownia cieplna w Kempton Park w prowincji Gauteng, w pobliżu portu lotniczego Johannesburg w Republice Południowej Afryki.

## Historia
Pierwszy blok został uruchomiony w 1957 roku, a ostatni w 1963 roku. Obecnie elektrownia Kelvin składa się z dwóch bloków (Kelvin A i Kelvin B) o łącznej mocy 600MW.

## Właściciel
Właścicielem jest spółka Kelvin Power z siedzibą w Kempton Park w RPA założona w 2000 roku. Spółka ma umowę z miastem na 20-letni zakup energii. Właścicielem Kelvin Power jest Kelvin Holdings kontrolowana przez Nedbank Capital Limited i Investec Bank Limited.

## Ekologia
Elektrownia znajduje się na wschód od Johannesburga i jest odpowiedzialna za zanieczyszczenia powietrza w mieście. W 2016 roku organizacja non-profit Earthlife Africa zorganizowała demonstracje, zadając równocześnie władzom Johannesburga pytanie dlaczego utrzymuje starą, nieefektywną i drogą elektrownię zamiast zastąpić ją czystą, bezpieczną, niedrogą i niezawodną energią odnawialną. Miasto i właściciele odmówili udzielenia informacji.